# Angfurten (Wiehl)
Angfurten im Oberbergischen Kreis ist eine von 51 Ortschaften der Stadt Wiehl im Regierungsbezirk Köln in Nordrhein-Westfalen.

## Lage und Beschreibung
Das Dorf mit 52 Häusern ist von der Landesstraße L 148 aus erreichbar und ist in Luftlinie rund 5 km östlich vom Stadtzentrum von Wiehl entfernt. Angfurten hat keine Ortsdurchfahrt, es ist ein Sackgassendorf. Es ist teilweise von einem Naturschutzgebiet umgeben, nördlich fließt der Angfurter Bach.

## Geschichte
Im Jahr 1467 wurde Angfurten erstmals urkundlich erwähnt und zwar in einem Dokument, in dem „Gerlach von Antforden als Zeuge beim bergischen Grenzumgang um das Eigen von Eckenhagen (…)“ genannt wird.
Die Schreibweise der Erstnennung war Antforden.
Der Name Angfurten leitet sich von den altdeutschen Begriffen Anger (Grundstück oder Weide) und Furt (seichte, durchfahrbare Stelle eines Baches) ab.
1575 ist in der Arnold-Mercator-Karte der Ort als Anelforten verzeichnet.
1580 erfolgt eine weitere Erwähnung. In den Futterhaferzetteln der Herrschaft Homburg werden in Antferden als Abgabepflichtige 2 Wittgensteinische und 8 Bergische Untertanen gezählt.

## Sehenswürdigkeiten
Im landesweit ausgetragenen Wettbewerb „Unser Dorf soll schöner werden“ erhielt Angfurten mehrere Auszeichnungen.
In Angfurten steht die Feldermühle, die nach einem Brand 1904 wieder aufgebaut wurde. Einige Häuser und Scheunen stehen unter Denkmalschutz.

## Freizeit
Der Ortsrundwanderweg Δ führt durch das nördliche Angfurten.